# Newbee

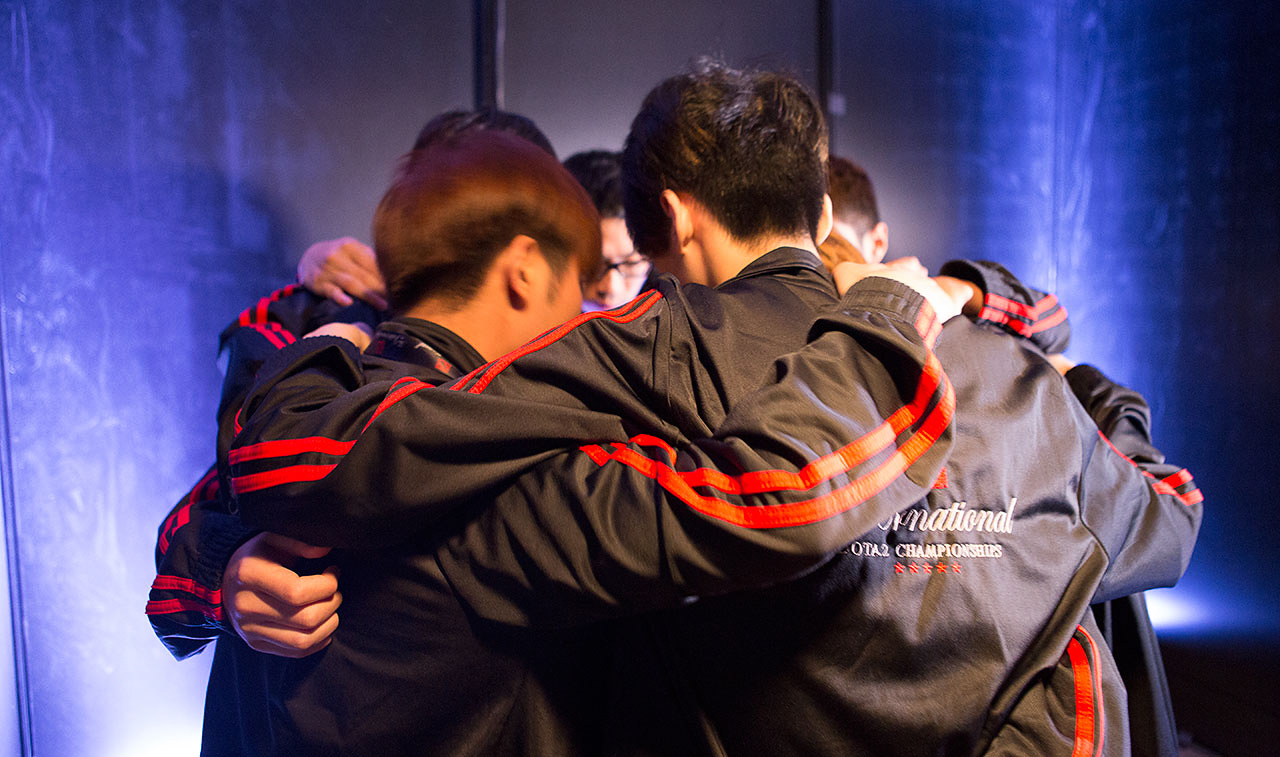
Newbee bereitet sich auf das The International 2014-Finale vor

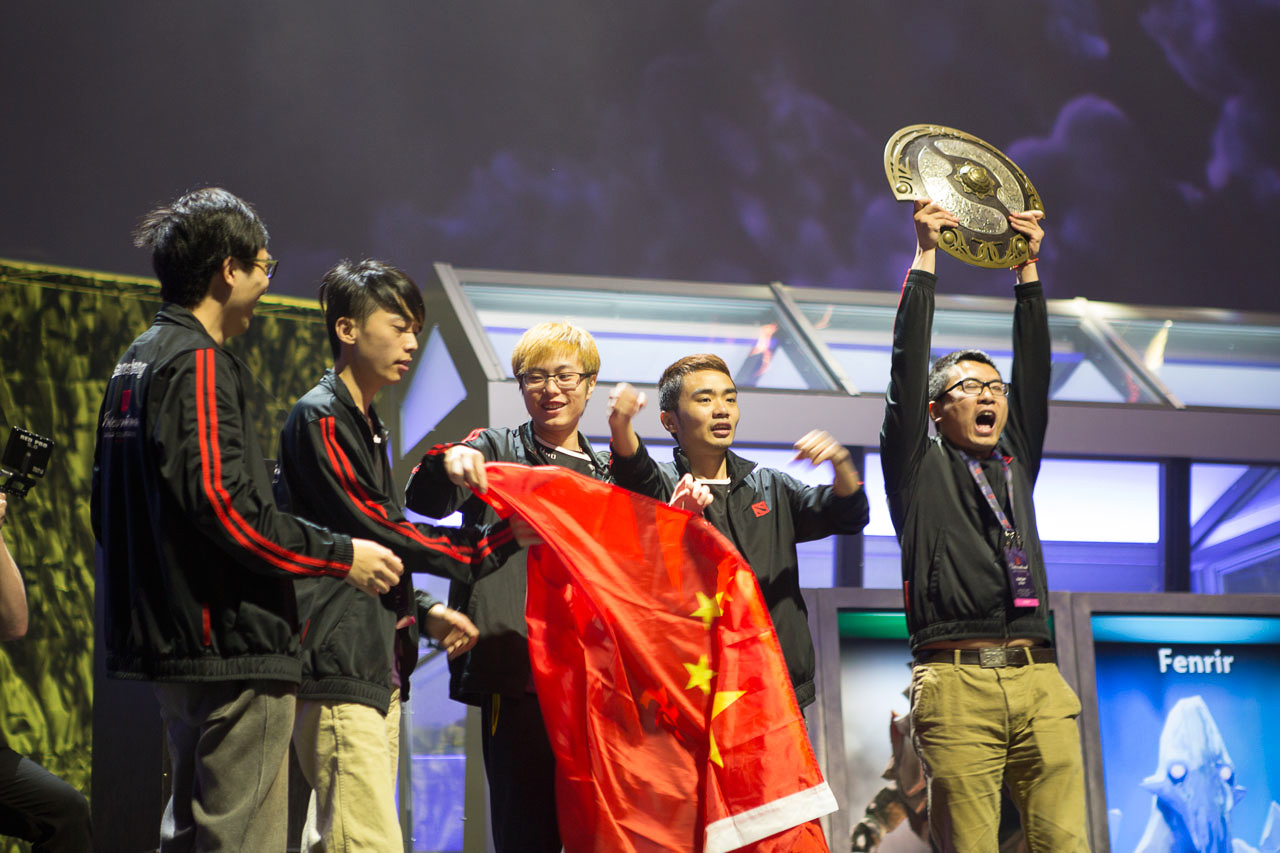
Newbee nach dem Gewinn des The International 2014 mit Siegerschale

Newbee ist ein chinesisches Dota-2-Team. Mit dem Gewinn des The International 2014 brachte Newbee die ersten E-Sportler hervor, welche alleine durch das Spielen Preisgelder von über einer Million US-Dollar einfuhren.

## Geschichte
Infolge von Umstrukturierungen in der chinesischen Dota-2-Szene wurde am 23. Februar 2014 die Gründung des Team Newbee bestehend aus den Spielern Zhang „xiao8“ Ning, Zhang „Mu“ Pan, Chen „Hao“ Zhihao, Zhou „KingJ“ Yang und Gong „ZSMJ“ Jian bekanntgegeben. Schon kurz nach der Gründung ersetzten Jiao „Banana“ Wang und Wang „SanSheng“ Zhaohui die beiden Spieler Zhou „KingJ“ Yang und Gong „ZSMJ“ Jian. Bereits für das The International 2014 qualifiziert, machte das Team vor dem Turnier mit einem ersten Platz in der MarsTV Dota 2 League und einem dritten Platz in der WPC League auf sich aufmerksam.
Beim The International 2014, dem bisher höchstdotiertem E-Sport-Turnier aller Zeiten, überstand das Team nur knapp die Gruppenphase. Im weiteren Turnierverlauf konnte Newbee alle sechs Spiele ohne Niederlagen gewinnen und sich im Finale gegen Vici Gaming mit 3:1 durchsetzen, womit sich das Team die Siegesprämie von 5.028.121 $ sicherte. Nach dem Turnier zog sich Zhang „xiao8“ Ning zwischenzeitlich zurück. Er wurde im August 2014 durch Zhang „Rabbit“ Wang ersetzt. Seitdem konnte Newbee mit Siege bei der World Cyber Arena 2014 und den IeSF World Championships 2014 weitere Titel einfahren. Bei den Dota 2 Asia Championships 2015 schied das Team hingegen frühzeitig aus.
Seit Oktober 2014 hat Newbee auch ein Nachwuchsteam, welches als Newbee.Y  auftritt. Seit Ende 2014 hat die Organisationen auch Spieler in den Disziplinen Hearthstone und Heroes of the Storm unter Vertrag.
Im Mai 2020 wurde das Dota-Team von Newbee der Spielmanipulation überführt. Infolgedessen wurde das Team von Valve und weiteren Eventveranstaltern auf Lebenszeit von Turnierteilnahmen ausgeschlossen. Dieser Vorfall sorgte durch die Bekanntheit des Teams durch den Gewinn des Internationals und erfolgreichen Spielern wie Zeng "Faith" Hongda für Aufsehen in der Szene.

### Spieler des Teams bei Überführung der Spielmanipulation
- Xu „Moogy“ Han
- Yin „Aq“ Rui
- Wen „Wizard“ Lipeng
- Yan „Waixi“ Shao
- Zheng „Faith“ Hongda

### Auswahl ehemaliger Spieler des Hauptteams
- Zhang „xiao8“ Ning (Feb. 2014 – Juli 2014)
- Gong „ZSMJ“ Jian (Feb. 2014 – März 2014)
- Chen „Hao“ Zhihao (Feb. 2014 – März 2015)
- Zhou „KingJ“ Yang (Feb. 2014 – März 2015)
- Zhang „Rabbit“ Wang (Aug. 2014 – Sep. 2015)
- Lin „June“ Shiyang (März 2015 – Sep. 2015)
- Jiao „Banana“ Wang (März 2014 – März 2016)
- Li „chisbug“ Chen (Sep. 2015 – Dez. 2015)
- Meng „Xiao2le“ Lei (Sep. 2015 – März 2016)
- Zhang „Mu“ Pan (Feb. 2014 – Sep. 2016)
- Wong „ChuaN“ Hock Chuan (Dez. 2015 – Sep. 2016)
- Song „Sccc“ Chun (Sep. 2016 – Aug. 2019)
- Hu „KaKa“ Liangzhi (März 2016 – Sep. 2018)